# Huitain
Das Huitain (Achtzeiler) ist eine aus Frankreich stammende Sonderform der Stanze in acht Versen zu jeweils 8 oder 10 Silben. Die Verse sind durch drei Reime verbunden, von denen einer viermal auftritt gemäß dem Schema: ababbcbc oder abbaacac. Das Huitain wurde in der französischen Literatur vor allem im späten Mittelalter und in der Renaissance (14. bis frühes 16. Jahrhundert) gepflegt, zum Beispiel von Alain Chartier, François Villon oder Clément Marot. 
Beispiel:
Plus ne suis ce que i'ay esté
Et ne le sçaurois iamais estre.
Mon beau printemps & mon esté
Ont faict le sault par la fenestre.
Amour, tu as esté mon maistre,
Ie t'ay seruy sur tous les Dieux;
O si ie pouuois deux foys naistre,
Comme ie te seruiroys mieux!
In leicht modernisiertem Französisch:
Plus ne suis ce que j’ai été
Et ne le saurois jamais être.
Mon beau printemps et mon été
Ont fait le saut par la fenêtre.
Amour, tu as été mon maître,
Je t’ai servi sur tous les dieux;
O si je pouvois deux fois naître,
Comment je te servirois mieux!
Ins Deutsche übertragen:
Der ich einst war, ich bin's nicht mehr,
und nimmer werd ich's wieder sein.
Durchs Fenster schwand von ungefähr
die Blumenzeit, der Sommer mein.
Als Herrin fandst du, Liebe, her,
dir dient' vor andren ich allein,
würd', wenn ich neu geboren wär,
getreuer noch zu Diensten sein.
(Clément Marot, Epigramme de soy mesme, übersetzt von Karl Krolow in „Poesie der Welt / Frankreich“, S. 59)